# Order Honoru (Węgry)
Order Węgierski Honoru (węg. Magyar Becsület Rend) – odznaczenie węgierskie ustanowione 23 października 2011 przyznawane za wyjątkowe zasługi lub heroizm względem Węgier lub narodu węgierskiego.
Do 2020 roku order ten otrzymały cztery osoby: Ilona Tamás Aladárné Szűcs, Szilvia Lubics, László Tőkés i Placid Olofsson.